# 诺森蒂讷许特
诺森蒂讷许特（德語：Nossentiner Hütte，意为“诺森廷的玻璃厂”）是德国梅克伦堡-前波美拉尼亚州的市镇，隶属于梅克伦堡湖区县。总面积为40.25平方千米，截至2023年12月31日总人口为647人。